# Сорен Ведеґе
Сорен Ведеґе (дан. Soren Wedege; нар. 7 вересня 1989) — колишній данський тенісист.
Найвищу одиночну позицію світового рейтингу — 1068 місце досяг 23 липня 2012, парну — 813 місце — 6 травня 2013 року.

## Титули ITF Ф'ючерс

### Парний розряд: 1
| Ранг | Дата     | Турнір             | Рівень  | Покриття | Партнер       | Суперники                     | Рахунок       |
| ---- | -------- | ------------------ | ------- | -------- | ------------- | ----------------------------- | ------------- |
| 1.   | Вер 2012 | Швеція F4, Уппсала | Ф'ючерс | Тверде   | Мілош Секулич | Даніель Берта Ніклас Шиманскі | 6–2, 7–6(7–1) |